# The Stain
The Stain er en amerikansk stumfilm fra 1914 af Frank Powell.

## Medvirkende
- Edward José som Mr. Stevens.
- Thurlow Bergen.
- Virginia Pearson.
- Eleanor Woodruff.
- Sam J. Ryan